# Hohler Stein (bei Laichingen)
Der Hohle Stein ist eine Halbhöhle zwischen Laichingen und Feldstetten auf der Schwäbischen Alb. Sie liegt am nördlichen Hang des Gewanns Hagsbuch, westlich des Skilifts. Die Halle mit rund 12 Meter Länge und rund 22 Meter Breite wurde vermutlich durch einen Erdfall geöffnet, es handelt sich somit um den Rest eines Einbruchtrichters. Durch diesen Aufschluss wird die Untere Felsenkalk-Formation sichtbar. Das Naturdenkmal Nr. 84250710101 ist unter dem Namen Hohler Stein auch als Geotop geschützt.